# Benoît Peeters
Ne doit pas être confondu avec Frederik Peeters.
Pour les articles homonymes, voir Peeters.
Benoît Peeters, né le 28 août 1956 à Paris, est un écrivain, essayiste, professeur, scénariste et critique français. C'est également un spécialiste de l'univers de Tintin.
En 2022-2023, Benoît Peeters est titulaire de la chaire création artistique du Collège de France, qui accueille, pendant une année académique, une personnalité illustrant la création artistique contemporaine sous toutes ses formes. Il y donne une série de cours sur la « Poétique de la bande dessinée ».

## Biographie

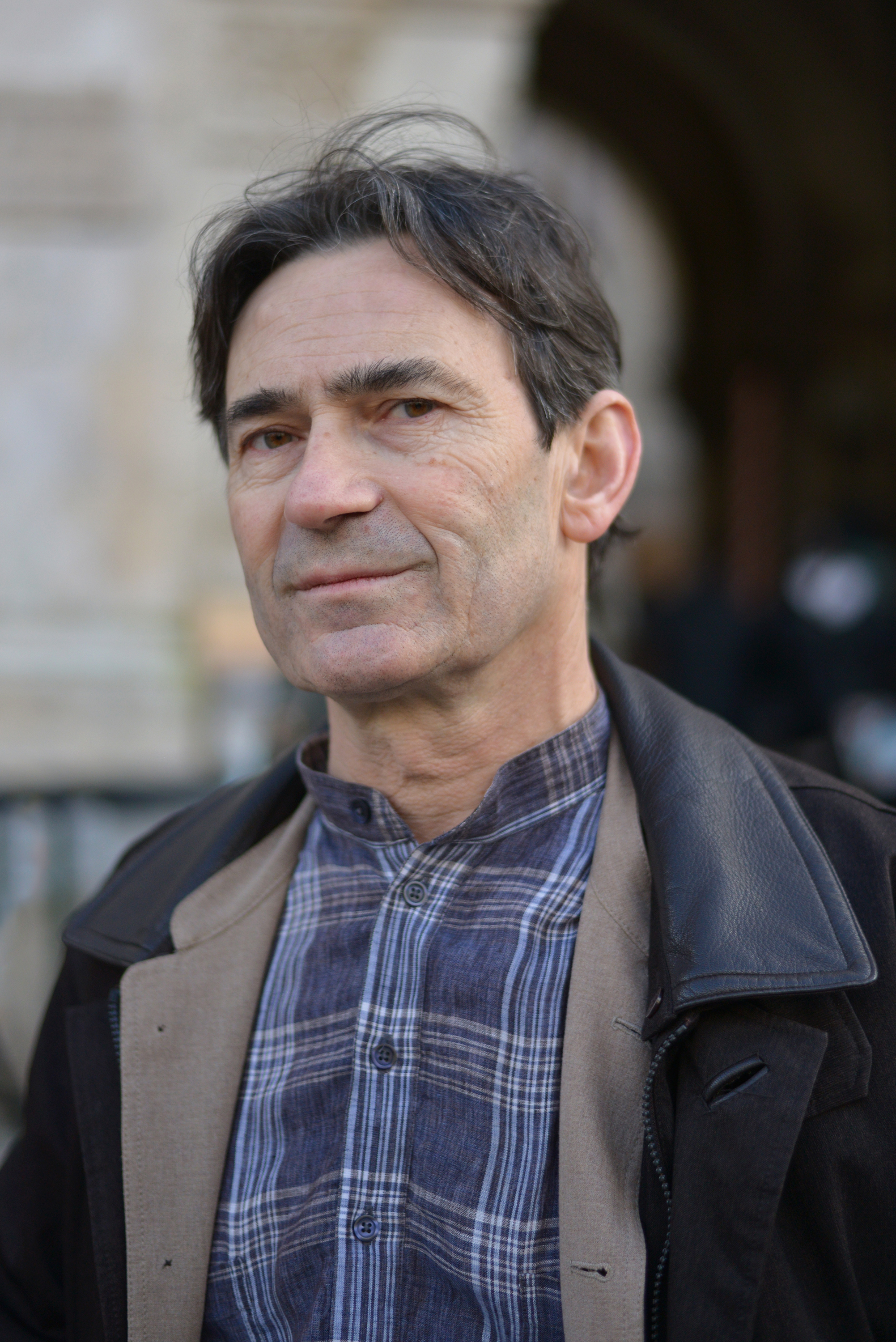
Benoît Peeters à la Marche des auteurs, Festival d'Angoulême 2015.

### Jeunesse et débuts
Né à Paris, il passe son enfance à Bruxelles, où son père est l'un des premiers fonctionnaires européens. À 12 ans, il rencontre au collège Don Bosco le futur dessinateur François Schuiten, avec lequel il imagine un journal. Il ne revient en France qu'en 1973. Après une hypokhâgne et une khâgne au lycée Louis-le-Grand et une licence de philosophie à l'université Panthéon-Sorbonne, il étudie à l’École pratique des hautes études et découvre notamment les enseignements de Roland Barthes. Son mémoire de sémiologie porte sur « l'analyse, case par case, des Bijoux de la Castafiore ».
Son premier roman, Omnibus, biographie imaginaire de Claude Simon, paraît en 1976. En 1980, il en publie un deuxième, La Bibliothèque de Villers, hommage à Jorge Luis Borges au moins autant qu'à Agatha Christie.
En 1977, il découvre la gastronomie lors d'un repas au restaurant des frères Troisgros, à Roanne. Alors qu'il est encore étudiant et est retourné vivre à Bruxelles, il s'essaie pendant un an comme cuisinier à domicile. Il raconte cette expérience bien plus tard, dans la BD Comme un chef, dessinée par Aurélia Aurita.
Depuis le début de sa carrière, Benoît Peeters diversifie ses activités : romancier, biographe, scénariste, critique et théoricien de la bande dessinée, scénographe et éditeur. En 2009 paraît son ouvrage Écrire l'image, un essai autobiographique. C'est à l'origine dans le cadre d'une habilitation à diriger les recherches (soutenue à la Sorbonne en 2007) qu'il a écrit ce travail de synthèse,.

### Spécialiste d'Hergé
Benoît Peeters rencontre pour la première fois Hergé en 1977, à Bruxelles, dans le cadre d'un entretien qu'il réalise avec Patrice Hamel pour la revue Minuit. Outre son mémoire consacré aux Bijoux de la Castafiore (qui paraît, remanié, sous forme de livre en 1984), il publie plusieurs petites études sur Tintin. Lorsque Carlsen et Casterman envisagent de réaliser une monographie sur Hergé, c'est le créateur de Tintin lui-même qui suggère aux éditeurs de confier la rédaction de l'ouvrage à Peeters. Pour les besoins de ce livre (Le Monde d'Hergé), il s'entretient longuement avec le dessinateur, trois mois avant la mort de celui-ci.
Par la suite, Benoît Peeters travaille sur divers projets liés à Hergé, parfois en collaboration avec Pierre Sterckx : la collection L'Œuvre intégrale d'Hergé pour les éditions Rombaldi (1984-1989), l'édition en album de la dernière aventure inachevée de Tintin, Tintin et l'Alph-Art (1986), le film documentaire Monsieur Hergé (1988), les expositions Hergé dessinateur (1988-1989) et Au Tibet avec Tintin (1994), ou encore la soirée thématique Tintin reporter pour la chaîne franco-allemande Arte (1995).
En 2002, il fait paraître la biographie Hergé, fils de Tintin, fruit de ses recherches et rencontres avec des témoins. L'ouvrage est considéré comme une référence.
Depuis 2015, il est l'un des trois auteurs des postfaces de la collection Hergé, le feuilleton intégral, éditée conjointement par Moulinsart et Casterman.

### Scénariste de bande dessinée
De son style comme scénariste de bande dessinée, les critiques signalent le goût de l'expérimentation et la capacité à renouveler son art d’un album à l’autre,. C’est précisément ce qui fait le succès de la série Les Cités obscures, qu'il a créée en 1982 avec son ami le dessinateur François Schuiten. Elle n'obéit à aucune des règles classiques d'une série : les héros ne sont pas nécessairement les mêmes d'un récit à l'autre ; chaque histoire se déroule dans une ville différente, à une époque différente ; certains volumes sont en noir et blanc, d'autres en couleurs, parfois les deux. (LA TOUR). etc. 
Au-delà de la bande dessinée, l'univers des Cités obscures s'inscrit dans d'autres supports et formes de narration. Ainsi, Mary la penchée se présente sous la forme d'un ouvrage illustré pour enfants, tandis que Le Guide des Cités ressemble à un véritable guide touristique. Au total, seize albums sont parus chez Casterman. La série est traduite dans une dizaine de langues et ses auteurs ont reçu plusieurs prix, notamment le Grand Prix Manga, qui leur a été remis en février 2013 au Japan Media Arts Festival. C'est la première fois qu'un tel prix honore un auteur français et un auteur belge.
Toujours avec François Schuiten, Benoît Peeters a prolongé l'imaginaire des Cités obscures à travers plusieurs expositions, un spectacle musical (L'Affaire Desombres, 1999-2000), un faux documentaire (Le Dossier B, 1995), et la scénographie d'un édifice conçu par Victor Horta à Bruxelles, la maison Autrique.
Benoît Peeters a également travaillé avec d’autres dessinateurs, notamment Aurélia Aurita, Frédéric Boilet, Anne Baltus et Alain Goffin. L'un de ses albums, Dolorès (scénario en collaboration avec François Schuiten, dessins d'Anne Baltus), a été porté à l'écran par le cinéaste allemand Michael Rösel.
Dans un autre genre, il a publié avec son ancienne compagne, la photographe Marie-Françoise Plissart, une série de récits photographiques d’un genre nouveau, publiés notamment aux Éditions de Minuit.

### Essayiste et biographe
Benoît Peeters s'intéresse à tous les arts (visuels et littéraires en particulier) sans hiérarchie des genres, ce qui était encore mal perçu dans la société à l'époque de son adolescence. Théoricien et critique, il est l’auteur de plusieurs essais sur la bande dessinée. Outre celle d'Hergé, il a étudié les œuvres de Töpffer, Winsor McCay, Jirô Taniguchi et Chris Ware.
Il a également publié des travaux sur Paul Valéry‚ Alfred Hitchcock, Agatha Christie, Nadar, Victor Horta, ainsi que sur le scénario, le storyboard et l'écriture en collaboration (Nous est un autre, avec Michel Lafon).
En 2010, Benoît Peeters publie la première biographie du philosophe Jacques Derrida, l'accompagnant d'un journal de bord doublé d'une réflexion sur le genre biographique, Trois ans avec Derrida, les carnets d'un biographe. Saluée par la critique,, cette biographie a notamment été traduite en anglais, allemand, espagnol, portugais, chinois et japonais. Il a également publié les biographies de Paul Valéry, Sándor Ferenczi et Alain Robbe-Grillet.
Son goût pour les biographies remonte à son adolescence, période pendant laquelle il fut un grand lecteur d'ouvrages évoquant la vie des peintres comme Gauguin, Van Gogh ou Cézanne.

### Autres activités
Benoît Peeters a fait plusieurs incursions dans l'audiovisuel. Il a réalisé des documentaires sur la bande dessinée (entre autres certains épisodes de la série Comix, en 2004, pour Arte), le film Jacques Derrida, le courage de la pensée (en collaboration avec Virginie Linhart), ou encore des entretiens filmés avec Alain Robbe-Grillet.
Pour le cinéma, il collabore en 1987 avec le cinéaste Raoul Ruiz sur le scénario du film La Chouette aveugle. Il réalise lui-même quelques courts métrages, ainsi qu'un long-métrage, Le Dernier Plan, en 1999, dans lequel apparaissent notamment Pierre Arditi, Erik Orsenna et Bernard Pivot.
Directeur de la collection « Bibliothèque de Moulinsart » (consacrée à Hergé) pour Casterman de 1988 à 1996, il est conseiller éditorial chez le même éditeur depuis 2001. Il anime aussi une maison d'édition indépendante, Les Impressions Nouvelles, qu'il a cofondée en 1985.
Soucieux de la situation des auteurs, il lance en 2015 les États généraux de la Bande dessinée, avec Valérie Mangin et Denis Bajram.
Professeur associé au Conservatoire national des arts et métiers de 2016 à 2019, Benoît Peeters y témoigne en 2018 de sa passion pour la cuisine, à travers un cycle de conférences. Après avoir été Visiting Professor à l'Université de Lancaster (Grande-Bretagne), il a été élu à la chaire de création artistique du Collège de France pour l'année 2022-2023 ; il y enseigne la Poétique de la bande dessinée.

## Œuvres

### Littérature
- Omnibus, Minuit, 1976 (épuisé). Édition augmentée, Les Impressions nouvelles, 2001.
- La Bibliothèque de Villers, Robert Laffont, 1980 (épuisé). Réédition, Labor, coll. « Espace Nord », 2012.
- Le Transpatagonien, en collaboration avec Raoul Ruiz, Les Impressions nouvelles, 2002.
- Villes enfuies, récits et fragments, Les Impressions nouvelles, 2007.

### Scénarios de bande dessinée et récits illustrés
- Les Cités obscures, avec François Schuiten, Casterman :
  - Les Murailles de Samaris, 1983
  - La Fièvre d'Urbicande, 1985
  - L'Archiviste, 1987
  - La Tour, 1987
  - La Route d'Armilia, 1988
  - Le Musée A. Desombres (CD et album illustré), 1990
  - Brüsel, 1992
  - Souvenirs de l'éternel présent, 1993
  - L'Écho des Cités, 1993
  - Mary la penchée, 1995
  - L'Enfant penchée, 1996
  - Le Guide des Cités, 1996
  - L'Ombre d'un homme, 1999
  - Voyages en Utopie, 2000 (épuisé)
  - L'Affaire Desombres (musique de Bruno Letort, livret et DVD), 2002
  - La Frontière invisible, deux tomes, 2002 et 2004. Réédition en un volume, 2006
  - Les Portes du Possible, 2005
  - Le Dossier B, film, 1996 (DVD : Les Impressions nouvelles, 2007)
  - La Théorie du grain de sable, deux tomes, 2007 et 2008. Réédition en un volume, 2009
  - Le Retour du Capitaine Nemo, 2023
- Plagiat !, coscénario avec François Schuiten, dessins d'Alain Goffin, Les Humanoïdes associés, coll. « Pied jaloux », 1989
- Le Signe de Lucifer, dessins d'Alain Goffin, Nathan, 1990
- Dolorès, coscénario avec François Schuiten, dessins d'Anne Baltus, Casterman, coll. « Studio (À suivre) », 1991
- Le Théorème de Morcom, dessins d'Alain Goffin, Les Humanoïdes associés, 1992
- Calypso, dessins d'Anne Baltus, Casterman, coll. « Studio (À suivre) », 1995
- Love Hotel, avec Frédéric Boilet, Casterman, 1993. Réédition, Ego comme X, 2005
- Tokyo est mon jardin, avec Frédéric Boilet, Casterman, 1997. Edition revue, 2002. Réédition, Ego comme X, 2011. Édition augmentée comprenant Love Hotel, Casterman, 2018
- Demi-tour, avec Frédéric Boilet, Dupuis, coll. « Aire libre », 1997. Edition revue et augmentée, 2010
- Revoir Paris, avec François Schuiten, Casterman :
  - Utopiomane, 2014
  - La Nuit des constellations, 2016
- Comme un chef, dessins d'Aurélia Aurita[3], Casterman, 2018

### Essais
- Le Monde d’Hergé, Casterman, 1983. Editions revues, 1991 et 2004.
- Les Bijoux ravis. Une lecture moderne de Tintin, Magic Strip, 1984. Réédition sous le titre Lire Tintin. Les Bijoux ravis, Les Impressions nouvelles, 2007.
- Case, planche, récit. Comment lire une bande dessinée, Casterman, 1991. Edition révisée, 1998. Réédition en poche sous le titre Lire la bande dessinée, Flammarion, coll. « Champs », 2003.
- Hitchcock, le travail du film, Les Impressions nouvelles, 1993.
- La bande dessinée, Flammarion, coll. « Dominos », 1993.
- Töpffer, l'Invention de la bande dessinée, avec Thierry Groensteen, Hermann, 1994.
- Tu parles !? Le français dans tous ses états (dir. avec Bernard Cerquiglini, Jean-Claude Corbeil et Jean-Marie Klinkenberg), Flammarion, 2000. Réédition, coll. « Champs », 2002.
- Hergé, fils de Tintin, Flammarion, 2002. Nouvelle édition, 2016. Edition en poche, coll. « Champs », 2006.
- Nous est un autre. Enquête sur les duos d’écrivains[33],[34]‚ avec Michel Lafon‚ Flammarion‚ 2006.
- Écrire l'image. Un itinéraire, Les Impressions nouvelles, 2009.
- Chris Ware. La bande dessinée réinventée, avec Jacques Samson, Les Impressions nouvelles, 2010.
- Derrida, Flammarion, 2010.
- Trois ans avec Derrida. Les carnets d'un biographe, Flammarion, 2010.
- Jirô Taniguchi, l'homme qui dessine, Casterman, 2012.
- Valéry. Tenter de vivre, Flammarion, 2014.
- Revoir Paris, l'exposition, avec François Schuiten, Casterman/Cité de l'Architecture et du Patrimoine, 2014.
- Raoul Ruiz le magicien, avec Guy Scarpetta, Les Impressions nouvelles, 2015.
- Machines à dessiner, avec François Schuiten, Casterman/Musée des Arts et Métiers, 2016.
- La bande dessinée entre la presse et le livre, Bibliothèque nationale de France, 2019.
- Sandor Ferenczi. L'enfant terrible de la psychanalyse, Flammarion, 2020.
- Michel Guérard. Mémoire de la cuisine française, Albin Michel, 2020.
- 3 minutes pour comprendre 50 moments-clés de l'histoire de la bande dessinée, Le Courrier du livre, 2022
- Robbe-Grillet. L'aventure du Nouveau Roman, Flammarion, 2022.
- Réinventer le roman, entretiens avec Alain Robbe-Grillet, Flammarion, 2022.

### Récits photographiques
- Fugues, en collaboration avec Marie-Françoise Plissart, Minuit, 1983.
- Droit de regards, en collaboration avec Marie-Françoise Plissart (suivi d’une lecture de Jacques Derrida), Minuit, 1985. Réédition, Les Impressions nouvelles, 2010.
- Prague, en collaboration avec Marie-Françoise Plissart, Autrement, 1985.
- Le Mauvais Œil, en collaboration avec Marie-Françoise Plissart, Minuit, 1986.

## Filmographie
- Le compte rendu, scénario et réalisation d’un court métrage 35 mm noir et blanc. Film interprété par Erìc Slèìchìm et Catherine Belkhodja, présenté en sélection officielle au Festival de Berlin, 1987.
- Servaisgraphia, scénario et réalisation en collaboration avec Pierre Drouot d’un court métrage 35 mm couleurs de 15 min, 1992. Film présenté au Pavillon belge de l’Exposition universelle de 1992 de Séville.
- Le Dossier B., faux documentaire réalisé en collaboration avec François Schuiten et Wilbur Leguebe, 1995. Édité en DVD par Les Impressions nouvelles en 2007.
- Le Dernier Plan, scénario (en collaboration avec F. Schuiten, P. Drouot et S. Willems) et réalisation d’un long métrage 35 mm couleur. Production Les Piérides, 1999. Film présenté aux festivals de Locarno, Haïfa, Cottbus, Saint-Jean-de-Luz, Le Caire, etc.
- Entretiens avec Alain Robbe-Grillet, version longue (6 h 15), 2 DVD, Les Impressions nouvelles/IMEC, 2001.
- L’Affaire Desombres, faux documentaire écrit avec François Schuiten et accompagné d'une musique de Bruno Letort, Casterman, 2002.
- Jacques Derrida. Le courage de la pensée, avec Virginie Linhart, 53 min, Arte France Morgane-groupe, 2014.

### Comme acteur
- 2014 : La Part de l'ombre d'Olivier Smolders (court-métrage).

## Récompenses et distinctions

### Prix
- 1984 : Prix des lecteurs de Bédésup, catégorie « meilleur recherche graphique », pour Les Murailles de Samaris[35] (avec François Schuiten).
- 1985 : Alfred du meilleur album au festival d'Angoulême pour La Fièvre d'Urbicande[36] (avec François Schuiten).
- 1998 :  Prix spécial du jury des prix Max et Moritz pour Le Guide des Cités (avec François Schuiten).
- 2012 : Grand Prix Manga au Japan Media Arts Festival (remis en février 2013).

### Décorations
- Officier de l'ordre des Arts et des Lettres Il est promu au grade d’officier le 9 juillet 2014[37].